# Azuara
Azuara es una localidad y municipio de la provincia de Zaragoza, en la comunidad autónoma de Aragón (España). 

## Toponimia
El término Azuara proviene del árabe زوارة, AZ-ZUWARA, nombre de la tribu bereber Zuwara Zuwara Berber  de Libya. Lo propone  Juan F. Utrilla, al exponer la etimolgía arábiga de muchos de los pueblos de la comarca: "… Almochuel (¿ibn Manchuel, ‘el descendiente del Mochuelo”, apodo romance), Azuara (Zuwara) y Letux (Yegg Lettoreg) son también indicativos de su ocupación andalusí. Cuatro de estos topónimos, Nepza, Letux, Lagata y Azuara nos mueven a formular la hipótesis de que en la región se produjeron asentamientos tribales bereberes –tribus de los Nafza, Letoregg, Luwata y Zuwara–, clientes de los Omeyas, e instalados en la segunda mitad del siglo VIII para controlar la propia madina de Zaragoza y su entorno. Se trataba, sin duda, de asentamientos estratégicos que dominarán además, y mediante la instalación de grupos clánicos afines –como los Banu Gazlun y Banu Amira, pertenecientes también al clan Nafza, e instalados en las cercanas tierras de Teruel y Villel, o los Banu Razin, asentados en la Sahlah–, el corredor que unía Zaragoza con Valencia, a través de la ruta secundaria Belchite- Montalbán-Teruel, y enlazaba con el eje Molina-Guadalajara-Toledo".  (El Campo de Belchite en la Edad Media s.VIII-XV: del poblamiento musulmán al cristiano. Juan F. Utrilla Utrilla).

## Geografía
Está situada en las estribaciones del Sistema Ibérico, a 603 m s. n. m., enclavada en el cauce del río Cámaras, afluente del Río Aguasvivas, a tan solo 16 km de Belchite, a 13 km de Fuendetodos y 60 km de Zaragoza.Cuenta con una población de 537 habitantes (INE 2024).
En su término municipal se encuentra el yacimiento arqueológico de La Malena.

### Hidrografía
Azuara es atravesado por el río Cámaras, el cual sufre frecuentes, y largos, estiajes a causa del régimen hídrico de la zona, con precipitaciones de apenas 400 litros/años. No obstante la vega del río es un icono paisajístico único en la zona de Belchite.

### Flora y fauna
Entre las plantas que se desarrollan en los campos de Azuara destacan: seta de cardo y seta de chopo, té de roca o té de Aragón, hinojo (llega hasta los 2 metros de altura), tomillo y chopos cabeceros.
De entre la fauna que habita en los campos de Azuara destacan: mantis religiosa (insecto de tamaño mediano, su cabeza puede girar 180°; muy agresivo con los de su especie), murciélago, paloma común, gran pavón (el mayor insecto de Europa; se cree que asusta a sus depredadores simulando que es un búho; su vida es muy corta, apenas una semana), salamandra o salamanquesa (este animal ha pasado de estar prácticamente desaparecido a formar grandes colonias), sapo común (posee glándulas detrás de los ojos que segregan una sustancia para defenderse de sus enemigos; si se encuentra en peligro se hace el muerto poniéndose boca arriba), perdiz (una de las aves más típicas y apreciadas), musaraña (el mamífero más pequeño de la península ibérica; a pesar de su apariencia es muy voraz y puede comer diariamente varias veces su peso; es muy difícil de ver), cabra montés (a lo largo del Piquete de la Atalaya), araña tigre (llamada así por su abdomen negro y amarillo; su gran tamaño le hace inconfundible), libélula (insecto valioso como depredador, controlando las poblaciones de mosquitos), bucardo ratonero (ave que se alimenta de pequeños mamíferos y ocasionalmente de frutos), cangrejo de río (el autóctono está en peligro de extinción por la pérdida de su hábitat, contaminación del agua de los ríos donde habita y la introducción del cangrejo americano), golondrinas (tienen sus nidos en numerosos tejados de la localidad), verderol, jilguero o cardelina (en estos momentos es un ave protegida), araña lobo (una de las arañas más grandes de la Península, típica de climas áridos; tiene ocho ojos dispuestos en tres filas), abubilla (de largo pico y cresta que abre cuando está alertada o en peligro), zorro, buitre (en Azuara hay un dormidero de buitres a lo largo del río Cámaras), búho, jabalí, azor, conejo común, hurón y garduña (mamífero carnívoro de tamaño mediano que vive por la ribera del río).

## Historia
La primera referencia que tenemos del territorio en la historia parte de la ciudad celtíbera de Beligium. Datada de hace unos 2200 años, la ciudad de Beligium fue una de los poblamientos más fuertes de dominación celtíbera de la zona. Con una población de 10000 habitantes y la capacidad de acuñar moneda en plata y bronce, Beligium supuso un "estorbo" para Roma quien no dudó durante las guerras Sertorianas en arrasar la ciudad y destruirla para poder evitar conflictos y reagrupaciones posteriores. De esa época nos quedan vestigios como un "kalato" de origen fenicio y un casco de bronce en perfecto estado de conservación. Los continuos ataques de espolio y la desprotección han acabado con la mayoría del patrimonio "metal" que conservaba intacto la zona. No obstante Beligium sea posiblemente una de las mayores ciudades conservadas en España.
Arrasada la zona, el imperio Romano se reparte en ciudades y villae, de estas últimas sabemos que eran explotaciones agrícolas y ganaderas dominadas por un "patricio" y que en ocasiones podía tener hasta ejército propio. En la vega del río Cámaras se halla la villae de La Malena. Se trata de una villa tardorromana bajoimperial de 5000 m², sus dependencias se abren en torno a un atrio central con estanque. La villa de La Malena poseía 42 estancias, termas, cocinas, calefacción y desagüe, todo esto nos da a entender que la villa de La Malena era una de las más "ricas" conocida, solo comparable a las encontradas en Italia.
Si algo destaca del entramado de habitaciones y delata la riqueza de la villa es que alrededor del 40% de esta se encuentra decorada con mosaicos policromados con motivos geométricos y vegetales, en ellos podemos encontrar fauna marina, cruces gamadas, etc., no obstante, de todos ellos, el más importante es el dedicado a "las bodas de Cadmo y Harmonia", en la representación, Zeus preside la ceremonia de nupcias con Atenea y Poseidon como padrinos y con la protección de los "Cabilos" hermanos fundadores, junto a Cadmo, de la ciudad de Tebas. Escoltando a este mosaico destacan cuatro cuarteles entre ellos "la coronación de Antiope" Seguramente en La Malena se encuentra la concentración musivaria más rica de España.
La invasiones visigodas acabaron con el imperio Romano, no obstante la vida de las villas no cambió dado que solo se implantó el modelo militar bárbaro. Esto explicaría los intentos de "reconstrucción" de algunos mosaicos mediante parches y "remiendos". La villa pudo verse empobrecida o en su caso rehabitada por algún militar visigodo.
Con la llegada del imperio islámico, Azuara es fundada como municipio y dotada de un recinto amurallado con salida a cuatro portales. Son estos mismos los que crean una red de regadíos traída de Arabia y asientan las bases que convertirían a Azuara en un pueblo de cierta envergadura en el futuro. El periodo de dominio musulmán en la zona se extiende hasta 1120 en el que Alfonso I ocupa la zona de forma indefinida.
En el año 1248, por privilegio de Jaime I, este lugar se desliga de la dependencia de Daroca, pasando a formar parte de Sesma de Trasierra en la Comunidad de Aldeas de Daroca, que dependían directamente del rey, perdurando este régimen administrativo hasta la muerte de Fernando VII en 1833, siendo disuelta ya en 1838.
De la Azuara medieval sabemos que fue un pueblo rico y autosuficiente, que nunca perteneció a ningún noble y siempre fue considerada Villa de Realengo. Frente a la comunidad, fue capital de la Sesma de Trassierra y aporto ilustres notarios a la capital Daroca. De las épocas de mayor esplendor destacan Nicolás Lobato, escultor del siglo XV que entre sus obras dirigió la del "sillero del Pilar" y Domingo Royo, albeytar consumado que escribió "Llave de Albeyteria" en el cual se definían las primeras transfusiones de sangre y órganos sobre animales. Los actuales veterinarios siguen estudiando con las bases implantadas por Domingo Royo.

## Demografía
Azuara cuenta con una población de 537 habitantes (INE 2024).
| Gráfica de evolución demográfica de Azuara entre 1842 y 2021                                                                                                |
| |
| Población de derecho según los censos de población del INE Población de hecho según los censos de población del INEEn este censo se denominaba Azudra: 1842 |

De la misma manera que la mayoría de pueblos de Aragón, Azuara sufre una variable de población claramente diferenciada, así pues, en verano puede rozar los 1500 habitantes y en invierno no superar los 500. El fuerte impulso de eventos deportivos y culturales desarrollados a lo largo de invierno permiten a la población que "respire" durante el fin de semana permitiendo aumentar su demografía en un 40%.

## Economía
Localidad eminentemente agrícola de la deprimida comarca del Campo de Belchite, de sus 16800 ha el 80% son secano.
La actividad económica de la zona se basa en dos sectores, el primario, en el que destacan la agricultura de secano y explotaciones de ganado (porcino, ovino y avicultura) y los servicios en el que destacan numerosos establecimientos de comercio y hostelería.
La reciente implantación de una planta de producción de cementos dota al municipio de sector secundario.

## Administración y política
| Periodo   | Nombre                          | Partido | Partido                                            |
| --------- | ------------------------------- | ------- | -------------------------------------------------- |
| 1979-1983 | Antonio Gracia Laporta          |         | Unión de Centro Democrático (UCD)                  |
| 1983-1995 | Santiago Serrano Ansón          |         | Partido de los Socialistas de Aragón (PSOE-Aragón) |
| 1995-2003 | José María Corzán Tomás         |         | Partido Popular de Aragón (PP)                     |
| 2003-2027 | Joaquín Ignacio Alconchel Fleta |         | Partido de los Socialistas de Aragón (PSOE-Aragón) |

| Partido político    | Partido político                                   | 2003   | 2007   | 2011   | 2015   | 2019   | 2023   |
| Partido político    | Partido político                                   | Ediles | Ediles | Ediles | Ediles | Ediles | Ediles |
|                     | Partido de los Socialistas de Aragón (PSOE-Aragón) | 5      | 5      | 5      | 3      | 5      | 4      |
|                     | Partido Popular de Aragón (PP)                     | 2      | 2      | 2      | 3      | 2      | 3      |
|                     | Partido Aragonés (PAR)                             | 0      | 0      | 0      | 1      | 0      | —      |
|                     | Izquierda Unida (IU)                               | 0      | 0      | —      | —      | —      | —      |
| Total de concejales | Total de concejales                                | 7      | 7      | 7      | 7      | 7      | 7      |

## Patrimonio
- Villa romana de La Malena
- Muralla árabe
- Caserío típico aragonés
- Iglesia parroquial de Nuestra Señora de la Piedad
- Ermita románica de San Nicolás de Bari, en su interior pinturas murales policromadas.
- Nevero
- Pasadizos subterráneos
- Ciudad celtíbera de Beligium
- Lápida de Nassar, hijo de Abderraman I (Museo provincial de Zaragoza)
- Estructura de impacto de Azuara
- Valle del río Cámaras.
- Harinera de San José (Arqueología industrial)

## Personajes
- Jesús Fleta Zaragozano, médico pediatra y catedrático de la Universidad de Zaragoza. Es el aragonés que posee más títulos de doctorado (tres doctorados en tres carreras diferentes).[10]
- José Lahoz, ciclista de carretera considerado uno de los mejores de Aragón (1915 - 2011).
- Kase.O, MC. Considerado uno de los mejores de España (1980).
- Luis García-Abrines Calvo, artista, musicólogo, humanista, profesor e investigador de la lengua española(1923 - 2023).
- Nicolás Lobato, escultor renacentista del siglo XVI.